# François-Joseph de Hohenzollern-Emden
François-Joseph prince de Hohenzollern-Emden (en allemand Franz Joseph Maria Ludwig Anton Thassilo von Hohenzollern), né le 30 août 1891 à Heiligendamm et mort le 3 avril 1964 à Tübingen, est un membre de la maison de Hohenzollern.

## Biographie
Le prince François-Joseph de Hohenzollern est le fils aîné du prince Guillaume de Hohenzollern-Sigmaringen (1864-1927) et de la princesse Marie-Thérèse de Bourbon-Siciles (1867-1909). Son frère jumeau, Frédéric, est né quelques minutes avant lui.
Son frère jumeau et lui sont éduqués au collège du château de Bedburg en Rhénanie-du-Nord-Westphalie en 1910, ils y rencontrent d'autres jeunes aristocrates et bourgeois de leur âge.
Lors de la Première Guerre mondiale il sert dans la marine impériale allemande en qualité d'officier sur le croiseur léger SMS Emden. Il participe victorieusement au Combat des îles Cocos dans l'océan indien le 9 novembre 1914. En 1925, il relate cette expérience militaire dans un ouvrage intitulé "Emden: Meine Erlebnisse auf S.M Schiff Emden" (Leipzig: Eckstein, 1925). En vertu d'un décret du ministère de l'Intérieur prussien en date du 18 novembre 1933, consécutif à une ordonnance de Guillaume II empereur allemand, il reçoit avec l'ensemble de l'équipage du croiseur Emden l'autorisation d'adjoindre à son nom celui de "Emden" et de s'appeler à l'avenir "prince de Hohenzollern-Emden".
En 1933 il devient membre des SS (numéro 276 691). Le 1er avril 1936, il devient membre à part entière du parti nazi (numéro 3765580). De 1939 à 1944 il commande une batterie navale DCA à la base navale de Cuxhaven. En juin 1944, il est libéré du service actif avant d'être expulsé du parti nazi en novembre 1944. Il réside à la Villa Eugenia à Hechingen.

## Famille et descendance
Le prince Frédéric se marie à Sibyllenort le 25 mai 1921 avec Marie-Alix princesse de Saxe (1901-1990), fille du roi Frédéric-Auguste III de Saxe et de l'archiduchesse Louise-Antoinette de Habsbourg-Toscane.
De ce mariage sont nés quatre enfants :
- Karl Anton (1922-1993) qui épouse en 1951 Alexandra Afif (1919-1996), sans postérité ;
- Meinrad (1925-2009), marié en 1971 avec Edina, baronne von Kap-Herr, née en 1938 qui lui donne une fille : 
  - Stephanie-Antoinette, née en 1974 et mariée en 1999 avec Sebastian Exner, né en 1977, sans postérité ;
- Maria Margarete (1928-2006) qui épouse en 1965 Karl Gregor duc de Mecklembourg (1933 - 2018), sans postérité ;
- Emanuel Joseph (1929-1999), marié en 1968 avec Katharina Feodora, princesse de Saxe-Weimar-Eisenach, née en 1943 (divorcés en 1985) avec qui il a deux enfants : 
  - Eugenia, née en 1969, mariée en 1991 avec Alexander Sautter (né en 1966), dont deux filles ;
  - Carl Alexander, né en 1970, marié à trois reprises : en 1991 (divorce en 1997) avec Angela Stölzle (née en 1942), en 2002 (mariage annulé six semaines plus tard) avec Azlet Temurowski et en 2012 avec Corinna Lello da Costa (née en 1990).

## Œuvre
- „Emden“ – Meine Erlebnisse auf S. M. Schiff „Emden“, Richard Eckstein Verlag, Leipzig 1925